# Afganistán en los Juegos Olímpicos de Londres 1948
Afganistán estuvo representado en los Juegos Olímpicos de Londres 1948 por un total de 25 deportistas masculinos que compitieron en 2 deportes.
El equipo olímpico afgano no obtuvo ninguna medalla en estos Juegos.